# اورگوباماخی
اورگوباماخی (به لاتین: Urgubamakhi) یک منطقهٔ مسکونی در روسیه است که در شهرستان آگولسکی واقع شده‌است.